# Joseph Cui
 (février 2025).
Pour les articles homonymes, voir Cui.
Joseph Cui (nom chinois : 崔保仲), né en 1976 dans la province du Hebei (Chine), est un commissaire d'exposition et critique d'art franco-chinois. Né dans une famille catholique ayant une longue tradition en médecine chinoise, il grandit dans un environnement influencé à la fois par la théologie chrétienne et la philosophie taoïste ; il quitte son foyer durant le collège et est ordonné prêtre dans l’Église catholique en Chine à l’âge de 22 ans.
En 2002, il est envoyé par l’Église catholique chinoise pour étudier au Collège des Bernardins à Paris. Au fil des années, il exerce en tant que prêtre dans plusieurs églises catholiques, en Chine comme en France. Cependant, une conférence sur la philosophie éthique et le comportement humain le conduit à une profonde réflexion sur sa décision de devenir prêtre. Après près de trois ans de lutte intérieure, il demande sa laïcisation en 2008, qui lui est officiellement accordée par le Vatican en 2012.

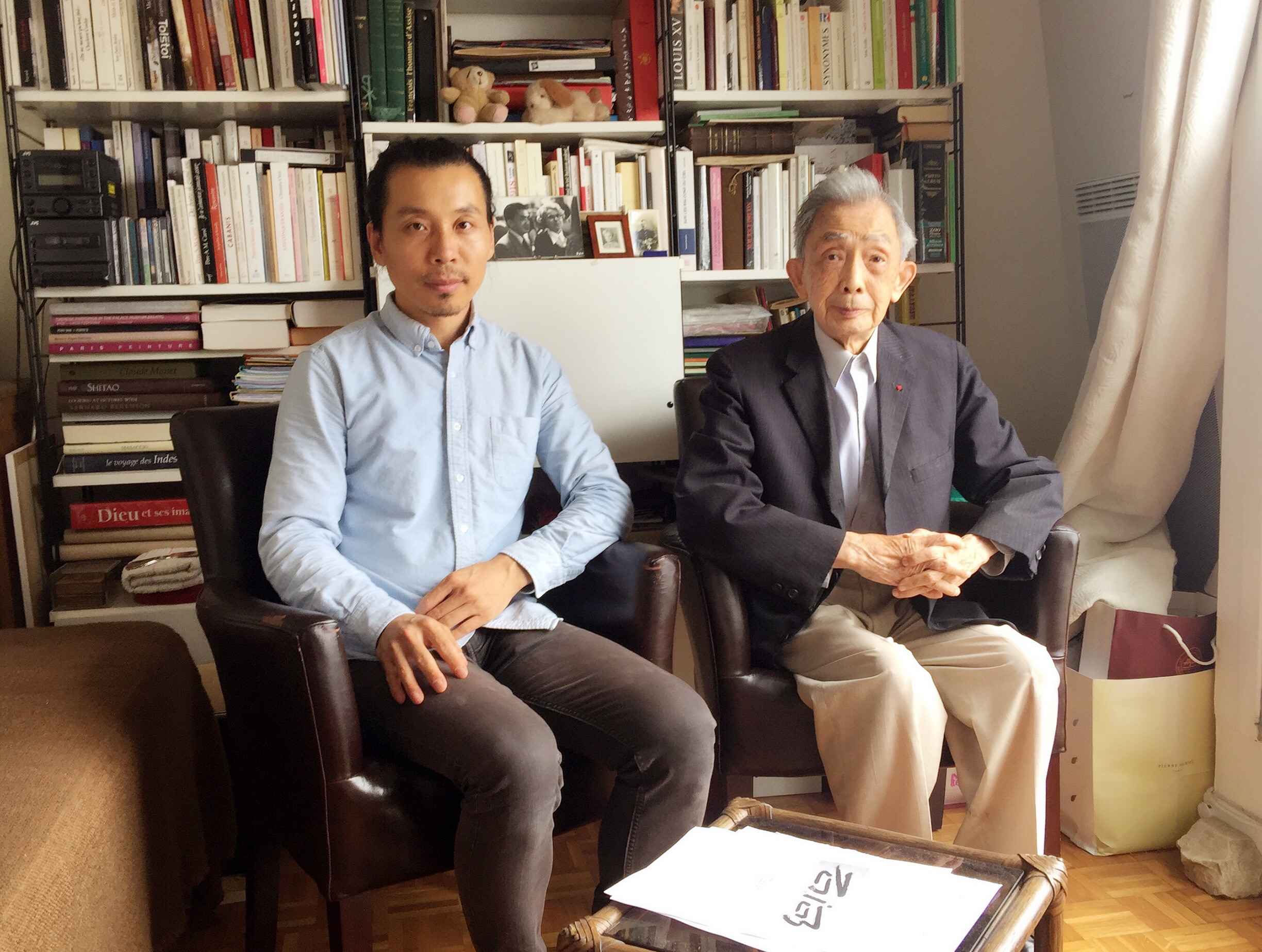
Photographié à la résidence de François Cheng, académicien de l'Académie française

Durant cette période, Cui travaille, tout en poursuivant ses études à Paris. Il intègre d’abord l’Institut de Management et Communication Interculturels (ISIT), où il se forme en tant qu’interprète trilingue (chinois, anglais et français). Il obtient ensuite un master en littérature comparée à l’Université Sorbonne Nouvelle, avant d’entreprendre des recherches doctorales portant sur les thématiques interculturelles dans l’œuvre littéraire de François Cheng.
Profondément influencé par les écrits de François Cheng, membre de l’Académie française, Cui lui adresse une lettre lors de sa troisième année de doctorat. Leur correspondance aboutit rapidement à une relation de mentorat et d’amitié étroite. De 2012 à 2019, Cui rencontre Cheng presque chaque semaine dans son bureau, échangeant sur l’art, la poésie, la philosophie et la religion. Depuis 2020, en raison de l’âge avancé de Cheng, Cui l’assiste dans sa vie quotidienne ainsi que dans ses projets de publication.
En 2024, Cui fonde l’association Les Voies de l’Art, dédiée à l’archivage et à la recherche, sur l’œuvre littéraire de François Cheng, à la curation d’expositions et à l’exploration des phénomènes interculturels dans l’art.

## Carrière
En 2012, à l’invitation d’artistes chinois établis en France, Cui intègre le monde de l’art et commence sa carrière en tant que curateur indépendant et critique d’art. En 2013, il co-fonde l’association VIA Contemporary Art (VIA, signifiant « voie » en latin) aux côtés de curateurs, d’artistes et de médiateurs culturels à Paris. Cette association vise à soutenir les artistes émergents à travers des expositions et des résidences, en mettant en avant les valeurs humanistes et l’exploration esthétique.
En 2014, Cui réalise un documentaire, mettant en scène neuf artistes, utilisant la narration visuelle pour explorer leurs œuvres, leurs parcours personnels et leurs réflexions philosophiques sur la vie et la créativité.
En septembre 2023, il fonde Espace Temps, une institution artistique parisienne dédiée à la curation d’expositions et d’événements d’art contemporain à vocation académique, favorisant les échanges multiculturels et le dialogue.

## Exposition
| Date                            | Titre de l'exposition                           | Lieu            | Artistes participants | Rôle               |
| ------------------------------- | ----------------------------------------------- | --------------- | --- | ------------------ |
| 10 septembre – 12 octobre 2014  | ERTNE                                           | Paris, France   | Zhen Wu, Yuyan Wang, Zhongyi Ma, Duan Zhao, Qin Han, Dezhao Tian, Lizi Zhang, Bina Zhao | Curateur           |
| 30 mars 2016                    | Exposition dédiée à la vidéo d'artistes chinois | Paris, France   | Mu Bai, Yu Cao, Enfu Chen, Peng Cai & Yi Tao, Baozhong Cui, Yu Fan, Xue Fu, Yu He, Bangqian Huang, Xiaomin Jian, Jingyu Kong, Shanting Li, Yu Li, Changbu Lu, Zhongyi Ma, Jian Mei, Xiang Qiao, Xiaofu Qu, Yan Shen, Lingfei Sun, Xiaotian Sun, Dezhao Tian, Jianda Wu, Jianfeng Wu, Xiaowei Wu, Junjie Yan, Rui Zhao, Zhi Zhong, Zekun Zhou, Qiong Zhou | Curateur / Artiste |
| 26 janvier – 26 février 2017    | Troposphere,                                    | Paris, France   | Junhua Chen, Liang Fu, La Fang, Hang Lu, Dezhao Tian, Duan Zhao, Aijing Zhou, Zi Zhou | Curateur           |
| 30 mars – 19 mai 2017           | QUI DIRA NOTRE NUIT                             | Paris, France   | Émilie Sévère | Curateur           |
| 13 – 26 septembre 2017          | De l'Orient à Paris,                            | Shanghai, Chine | Haiwang Liu, Fengmian Lin, Yuliang Pan, Beihong Xu, Dequn Zhu, Wuzhong Zhao, Guanzhong Wu, François Cheng, La Fang, Qing Chen, Languo Ma, Chen Yang, Lizi Zhang, Zhongyi Ma, Bin Zhao, Dezhao Tian | Curateur           |
| 5 octobre 2018 – 7 janvier 2019 | Les encres poétiques de François Cheng          | Tours, France   | François Cheng | Curateur           |

## Liste des références
1. 1 2  (zh-Hans) « 安琪巴黎「自由谈」沙龙纪要与述评：自由在哪里 艺术就在哪里 », sur RFI - 法国国际广播电台,‎ 14 avril 2023 (consulté le 2 février 2025)
2. 1 2  Francois Cheng ; écriture poétique et quête de sens - Ardua, François Cheng - Passiflore - Grand format - Au fil des mots Blagnac (lire en ligne)
3. ↑  « LA CHINE », sur www.chinatoday.com.cn (consulté le 2 février 2025)
4. ↑  « CUI BAOZHONG – CURATOR », sur asian contemporary art, 31 juillet 2017 (consulté le 2 février 2025)
5. ↑  « Joseph CUI | Cnap », sur www.cnap.fr (consulté le 2 février 2025)
6. ↑  « VIA Paris », sur YouTube (consulté le 2 février 2025)
7. ↑   [vidéo] « Interview de VIA Paris - Horyou Village @ Cannes Festival 2015 »Horyou, 15 mai 2015, 19:17 min (consulté le 2 février 2025)
8. ↑  « Troposphère : Exposition collective des jeunes artistes chinois en France = Duiliuceng: dangdai qingnian lüfa huaren yishujia lianzhan 对流层: 当代青年旅法华人艺术家联展 | Paris Musées », sur www.parismuseescollections.paris.fr (consulté le 2 février 2025)
9. ↑  Léo de Boisgisson, « Expo : "Troposphère", l'univers des jeunes artistes chinois en France », sur Asialyst, 31 janvier 2017 (consulté le 2 février 2025)
10. ↑  admin8751, « Troposphère 对流层 », sur ItArtBag,‎ 24 février 2017 (consulté le 2 février 2025)
11. ↑  (zh-CN) « QUI DIRA NOTRE NUIT », sur GALERIE 1618 (consulté le 2 février 2025)
12. ↑  (zh-Hans) « 文化艺术 - 崔保仲谈“中国留法艺术家百年开拓与交流”展 », sur RFI - 法国国际广播电台,‎ 1er octobre 2017 (consulté le 2 février 2025)
13. ↑  « 看中国留法艺术家百年:从刘海粟徐悲鸿之争到朱德群之变_艺术评论_澎湃新闻-The Paper », sur m.thepaper.cn (consulté le 2 février 2025)
14. ↑  « 程抱一：归于一的生命 »,‎ 16 octobre 2024
15. ↑  cda, « Les écritures poétiques de François Cheng à Tours », sur Connaissance des Arts, 21 décembre 2018 (consulté le 2 février 2025)